# Kate
O Kate (acrônimo de KDE Advanced Text Editor) é um editor de texto do KDE.
O Kate faz parte do pacote kdebase desde a versão 2.2 do KDE, lançada a 15 de agosto de 2002. Devido à tecnologia KParts que faz parte do KDE, é possivel embutir o Kate como um componente de edição de texto em qualquer aplicação KDE. O ambiente de desenvolvimento integrado KDevelop e a ferramenta de desenvolvimento web Quanta Plus são duas das maiores aplicações do KDE que elegeram o Kate como o seu componente de edição de texto.

## Características
O Kate possui as seguintes características:
- Motor de coloração de sintaxe extensível através de ficheiros XML
- Procura e substituição de texto baseados em expressões regulares
- Capacidade de ocultação de código para C++, C, PHP e outras linguagens
- Abertura de vários documentos em uma janela
- Suporte de sessões